# Heraclia falkensteini
Heraclia falkensteini là một loài bướm đêm trong họ Noctuidae.